# Mayou Iserentant
Mayou Iserentant (née Marie Claire Alexandrine Halkin le 22 juin 1903 à Liège et décédée le 3 novembre 1978 à Vaux-le-Pénil) est une artiste peintre belge.

## Biographie
Petite-fille du sculpteur belge Jules Halkin, formée à l'académie des beaux-arts de Liège, Mayou Iserentant participe à plusieurs courants au long de sa carrière d'artiste, notamment l'animisme,.
Elle s'installe à Bruxelles en 1922, où elle deviendra membre de l'Académie brabançonne, groupe d'artistes fondé en 1932 à Bruxelles et qui fusionne l'année suivante avec le mouvement de L'Art libre. Elle participe aux expositions du cercle Kunst van Heden (Art Contemporain) à Anvers dès 1923. Elle entretient alors une amitié avec l'artiste belge Paul Delvaux. C'est encore à Bruxelles qu'elle réalise en 1930 sa première exposition personnelle, à la galerie Manteau. En 1938, elle se fixe à Paris, où elle a un atelier et se lie d'amitié avec de nombreux artistes et écrivains, notamment Marie Laurencin, Marcel Jouhandeau, Jean Bazaine, Julien Green, Raymond Mason, Joseph Plaskett, Maria Elena Vieira da Silva, Marcel Gromaire, Jean Le Moal, Thanos Tsingos, Lou Albert-Lasard, Léon Spilliaert, Ferdinand Schirren, Olivier Picard. Elle expose dans de nombreuses galeries en Europe, surtout en France et en Belgique, mais aussi pour des expositions remarquées en Angleterre et en Yougoslavie.

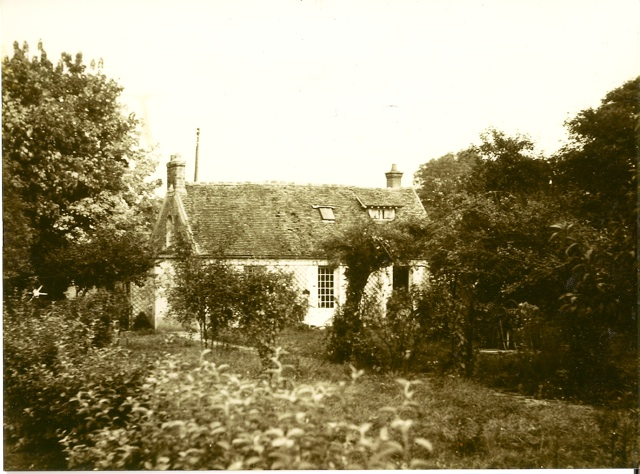
La maison à Vaux-le-Pénil où a vécu Mayou Iserentant de 1946 à sa mort en 1978

En 1946, elle acquiert avec son mari une maison à Vaux-le-Pénil, au sud de Paris, où elle résidera tous les étés, en alternance avec leur appartement parisien, jusqu'à sa mort.
Elle illustre en 1945 Le voyageur sur la terre de Julien Green,.
Proche de Colin MacInnes, elle est un personnage important de sa biographie par Tony Gould. Colin MacInnes lui dédie son roman June in her spring (1952).
Mayou Iserentant est inhumée au cimetière de Vaux-le-Pénil.

## Prix
- Prix Paul-Guillaume décerné par Waldemar-George, 1940
- Second prix Bührle décerné à la Galerie Kaganovitch.

## Œuvres
On trouve ses œuvres dans les musées d'Anvers, Bruxelles, Liège, Tournai, Belgrade, Montpellier et Paris, et dans des collections particulières à Gand, Bruxelles, Anvers, Liège, Paris, Londres et New-York.
- 1929 - Printemps à Rhode-Saint-Genèse[10], collection particulière
- 1933 - Panorama de Liège, musée de l’Art wallon à Liège[11]
- 1934 - Coin d'atelier à Paris, musée de l’Art wallon à Liège[12]
- 1935 - Jésus dans la rue, musée des beaux-arts de Tournai[13]
- 1936 - Sandy lodge Coxyde, collection particulière
- 1939 - (en) House behind Trees, musée royal des beaux-arts d'Anvers[14],[15]
- 1940 - Etang de Carnon, dessin à la plume et au lavis d'encre de Chine, musée Fabre à Montpellier[16]
- 1956 - Maison dans le sud[17], collection particulière
- nd - Paysage de Castelnau, dessin au lavis de sépia, musée Fabre à Montpellier[16]
- nd - Le couloir, huile sur toile, Musées royaux des beaux-arts de Belgique à Bruxelles[18]
- nd - Dulce et Decorum, crayon[10], collection particulière
- nd - Portrait d'Ensor, Musée de Belgrade.
- nd - Le chat acrobate, Julie De Hareng Paris

## Expositions
- Bruxelles, Galerie Louis Manteau, 1930
- Anvers, Salon triennal, 1930
- L'Art Libre et l'Art Contemporain, 1930
- L'Art vivant, 1931
- Bruxelles, Galerie Georges Giroux, du 8 au 18 octobre 1932[19],[20]
- Bruxelles, Palais des beaux-arts, du 20 février au 3 mars 1954[19]
- Paris, Jeu de Paume, Exposition d'Artistes belges, 1935
- Anvers, Galerie Buyle, 1937
- Tournay, Cercle Artistique, 1937
- Bruxelles, La pensée belge, sous le haut patronage de S.E. l'Ambassadeur Pol Le Tellier
- Londres, London Gallery, avec le sculpteur Naum Gabo, sous la haute présidence de S.E. M. Cartier de Marchienne, Ambassadeur de Belgique en Angleterre, 1938
- Paris, Galerie Jeanne Castel, avenue Matignon, 1942. Plusieurs autres expositions à la même galerie, rue du Cirque, jusqu'à la mort de Jeanne Castel.
- Montpellier, Galerie Arnavielle
- Bruxelles, Galerie Romain Louis
- Namur, Galerie Félicien Rops
- Paris, Galerie Janine Hao, préfacée par Raymond Mason
- Bruxelles, Galerie Tamara Pfeiffer, préfacée par Viera Da Silva, 1972
- Paris, Galerie du Roule, Sous le haut patronage de son Excellence le Comte André de Kerchove de Denterghem, Ambassadeur de Belgique en France, du 6 au 21 novembre 1975.
- Belgrade, Galerie Progrès, L'art belge des XIe et XXe siècles de la collection du Musée national de Belgrade, juillet et août 2002[21]